# Сольвати

Катіон Na^{+} притягає до себе атоми оксигену з молекул води, які мають частково негативний заряд

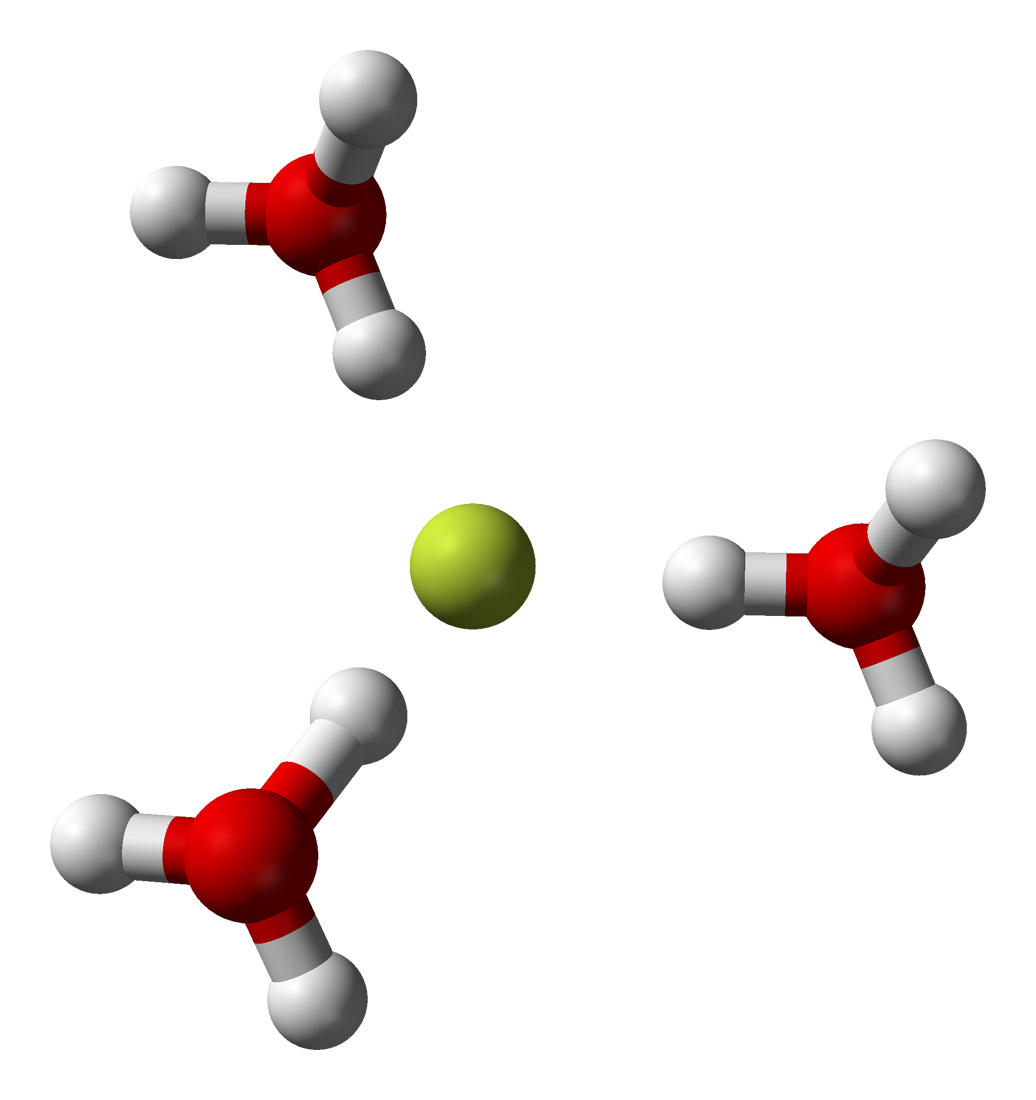
Аніон F^{-} притягає до себе атоми гідрогену з комплексів гідроксонію, які мають частково позитивний заряд

Сольва́ти (рос. сольваты, англ. solvates, нім. Solvate n pl) — іон-молекулярні комплекси, утворені внаслідок сольватації. Зокрема, якщо розчинником є вода, то ці сполуки називатимуться гідрати.
Сольвати можуть утворюватися у різний спосіб, залежно від природи сполуки, що розчиняється. Так, при розчиненні сполук з іонним зв'язком, молекули розчинника будуть утримуватися в основному внаслідок сил електростатичної взаємодії (іон-дипольна взаємодія). До цього випадку також може належати донорно-акцепторна взаємодія. У такому типі взаємодій беруть участь розчинники, що мають неподілені пари електронів (наприклад, вода й амоніак). При розчиненні сполук, що мають молекулярну структуру, із розчинником відбувається диполь-дипольна взаємодія. Диполь розчиненої речовини може бути як постійним (полярна молекула), так і наведеним (неполярна)
Сольватація сильно впливає на властивості іонів: наприклад, на їхню рухливість, яка надалі впливає на активність хімічних взаємодій.